# Maison et Atelier Vallin
La maison et atelier Vallin est un ensemble de deux bâtiments classés monuments historiques situés à Nancy en Lorraine.
L'année même où Horta terminait l'hôtel Tassel à Bruxelles (1893-1895), Eugène Vallin faisait les plans de sa demeure et de son atelier, aux no 6 & 8 boulevard Lobau à Nancy, contigu au lycée Henri-Loritz.

## Histoire
Influencé par les écrits de Viollet-le-Duc, Eugène Vallin construit en 1896 un édifice rationnel, fonctionnel, dont l'enveloppe rompt avec la tradition académique. C'est une des plus anciennes réalisations inspirées par l'Art nouveau.
Il imagine un immeuble de rapport dont il occupe le rez-de-chaussée. La conception de l'ensemble est projetée dès 1894, date à laquelle il expose au premier salon d'arts décoratifs de Nancy le plafond de sa future salle à manger.
À la fin des travaux le peintre nancéien Louis Guingot occupe le premier étage de l'atelier sur le boulevard. Un bombardement en 1916 détruit partiellement le vantail de la porte piétonne de l'immeuble dont le panneau supérieur est déposé au musée de l'école de Nancy.

## Description
Pour sa décoration, Vallin fait appel à Victor Prouvé. Celui-ci réalise en particulier la cariatide située sur l'angle gauche, une serrure ouvragée et une poignée de porte, en bronze. Aujourd'hui exposée au musée de l'École de Nancy, la poignée représente l'allégorie de la Renommée, ailée. 
L'atelier de Vallin au no 8, à côté de sa maison d'habitation au no 6, présente une structure métallique apparente de poutrelles en I. Les renforts métalliques, sur les pilastres, arborent en outre une décoration végétale originale.

## Classement
Les toitures de l'édifice sont inscrites aux monuments historiques le 26 décembre 1976, puis celui-ci est inscrit dans son intégralité le 3 juin 1994,.

Maison et atelier Vallin
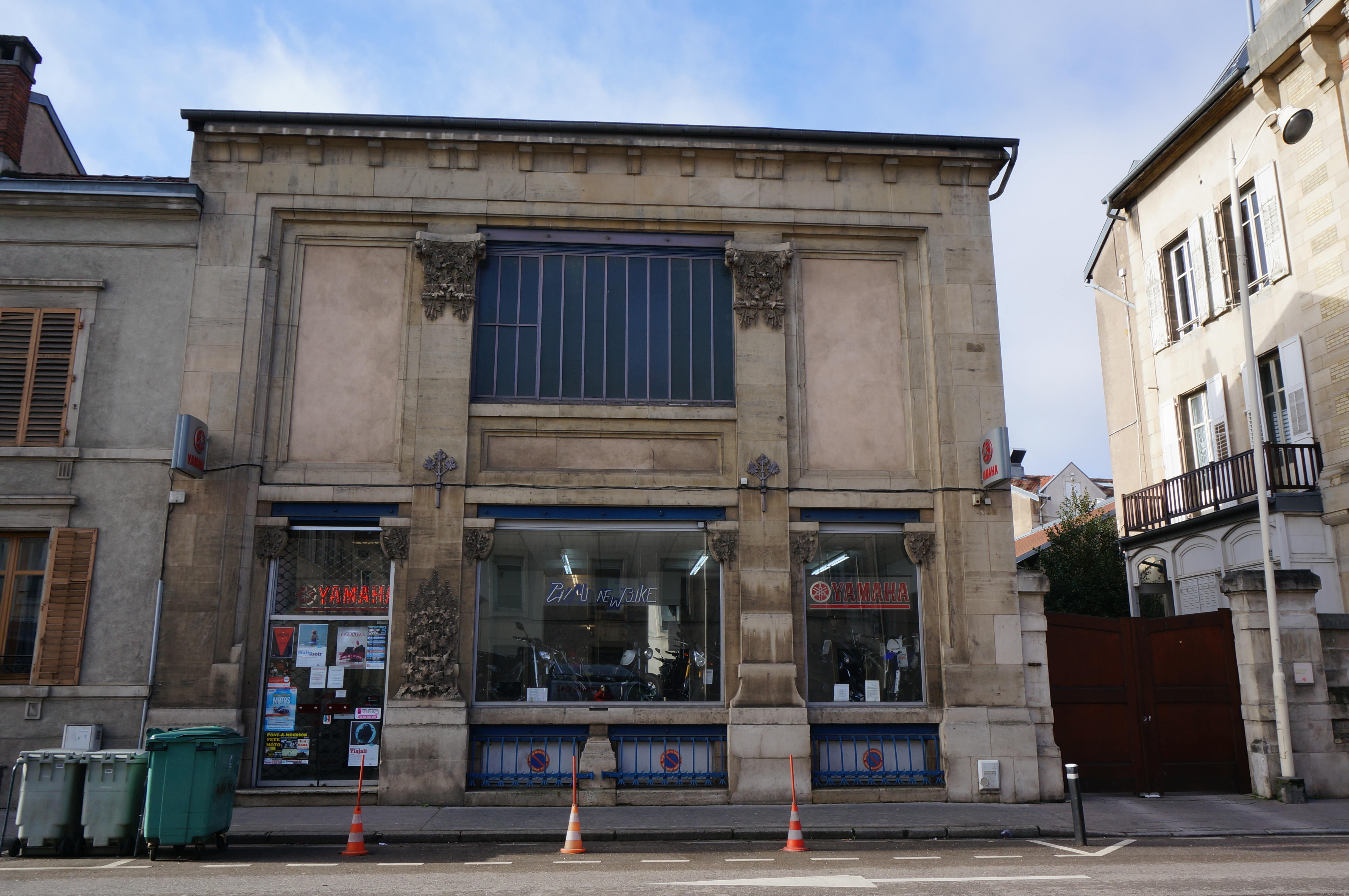
L'atelier.
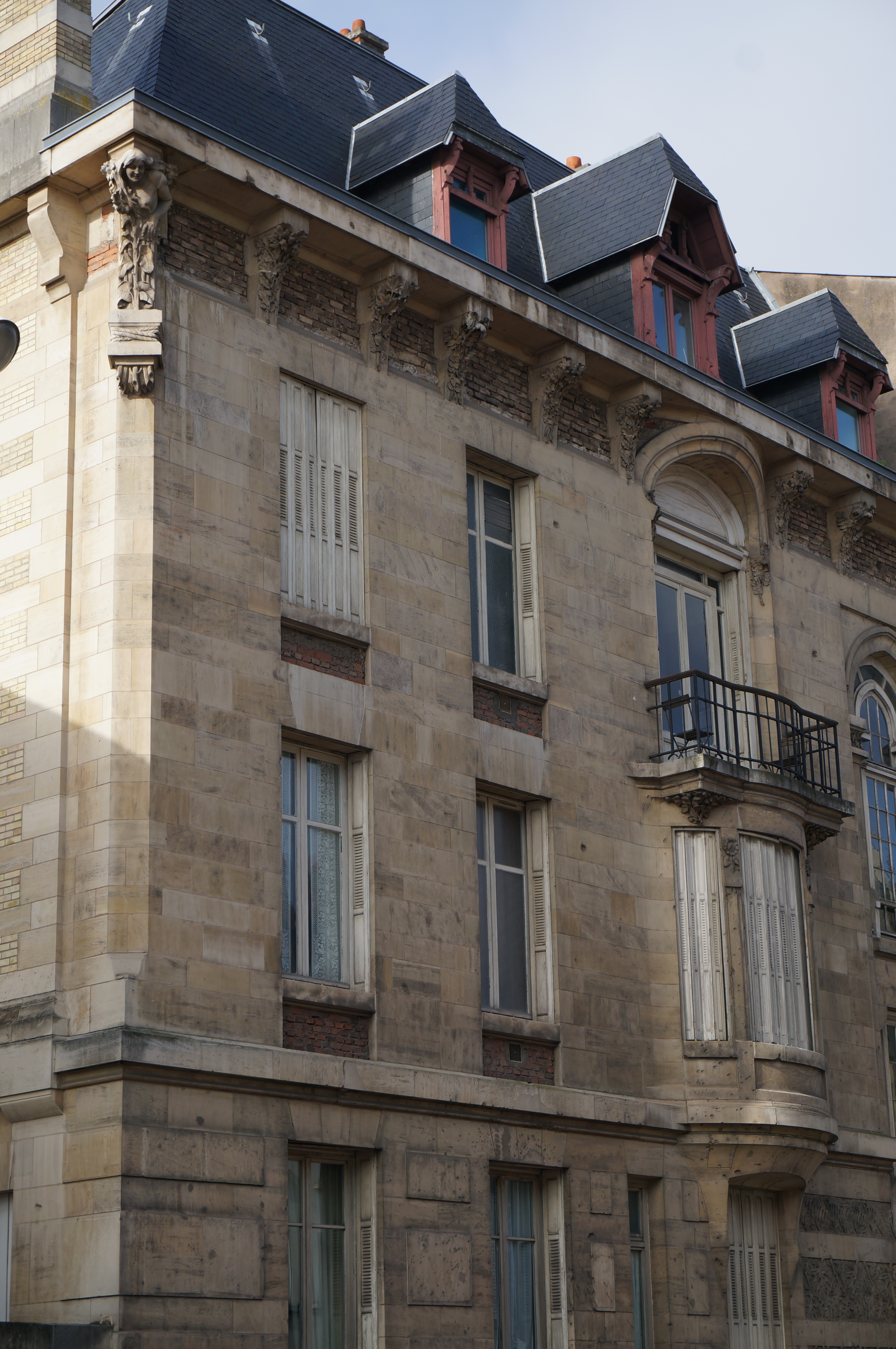
Les sculptures de la façade.